# Basilio Cascella
Pour les articles homonymes, voir Cascella.
Basilio Cascella, né le 1er octobre 1860 à Pescara et mort le 24 juillet 1950 à Rome, est un affichiste et peintre italien.

## Biographie

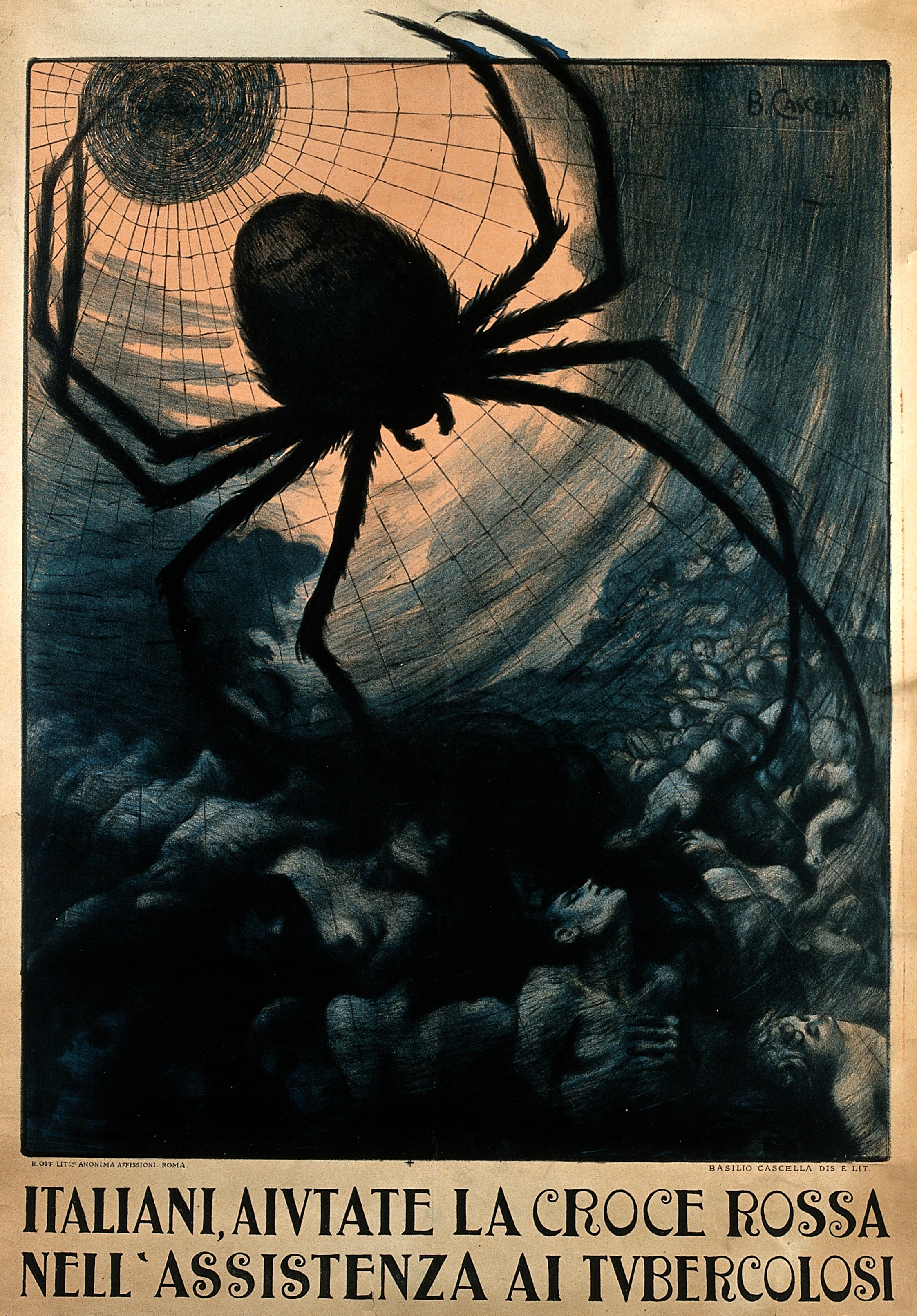
Affiche de la Croix-rouge italienne contre la tuberculose (lith., c. 1920, Wellcome Images).

Basilio Cascella est né le 1er octobre 1860 à Pescara. Il a passé sa petite enfance à Ortona a Mare.
Il est le père de Michele Cascella et de Tommaso Cascella.